# Helmkruidbladwesp
De helmkruidbladwesp (Tenthredo scrophulariae) is een bladwesp uit de orde van de vliesvleugeligen (Hymenoptera).

## Beschrijving
De maximale lengte is ongeveer 11 tot 14 millimeter. De wesp lijkt uiterlijk veel op een plooivleugelwesp vanwege het overwegend zwarte lichaam, met duidelijke helder gele smalle dwarsbanden op met name de achterzijde van het lichaam. De poten zijn grotendeels geel gekleurd, alleen het eerste segment tegen het borststuk is zwart. De voorrand van de vleugels en de antennes zijn in tegenstelling tot wespen meer oranje van kleur. Het lichaam is wat langwerpig van vorm, een taille ontbreekt.

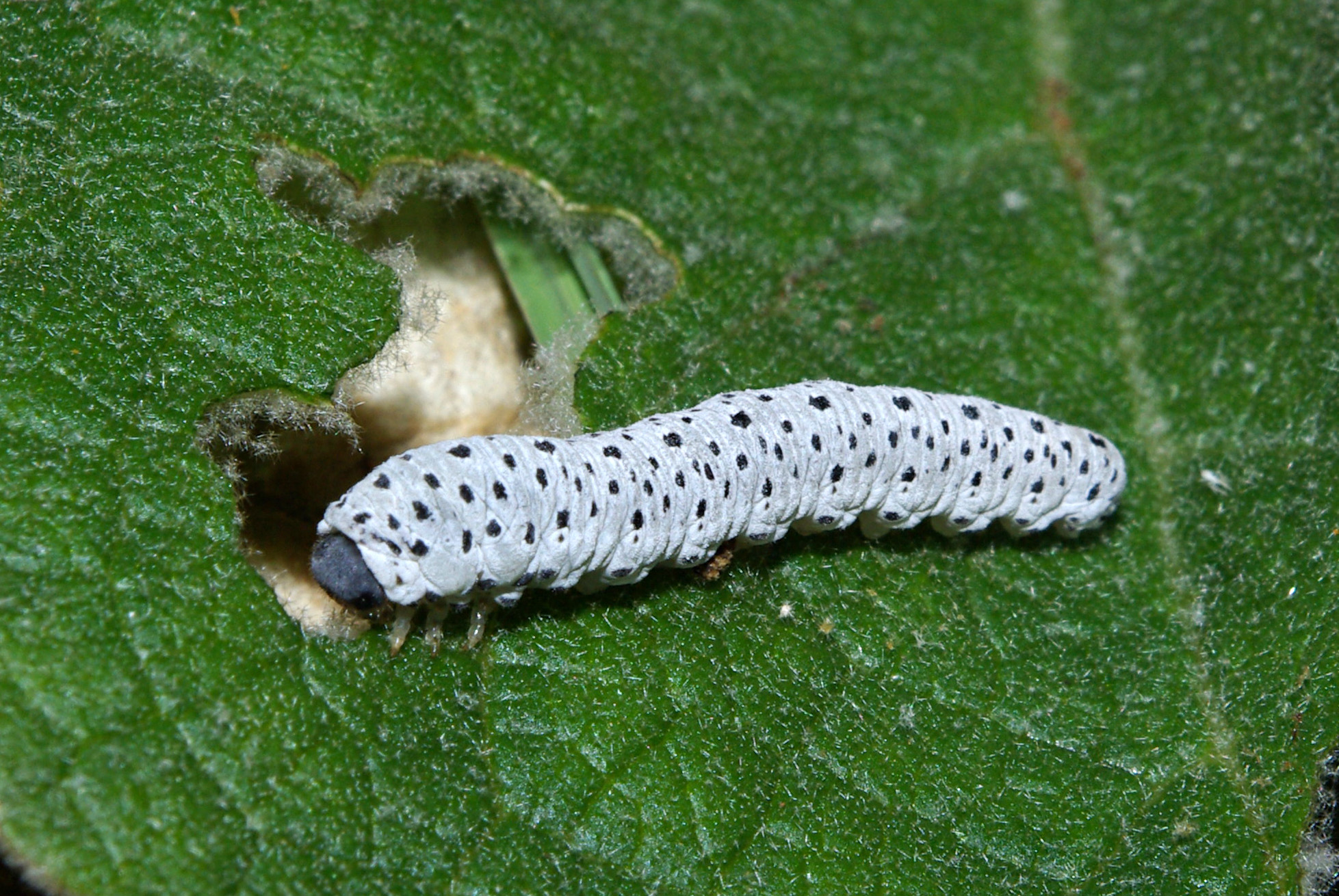
Bastaardrups

## Algemeen
Bladwespen of zaagwespen zijn een grote familie van veel op elkaar lijkende soorten. Omdat ze een andere bouw en levenswijze hebben, met name het larvestadium wijkt af omdat bladwespen geen nest maken, worden ze ook niet beschouwd als 'echte wespen'.
In de herfst worden de eitjes afgezet tegen bladeren waarna de eitjes eerst overwinteren en pas in het voorjaar uitkomen. De helmkruidbladwesp jaagt als volwassen wesp op andere kleine dieren, de larve van de bladwesp lijkt op een rups van een vlinder, maar is een bastaardrups en eet planten uit de helmkruidfamilie. Net als vlinderrupsen worden de bladeren aangevreten en kan soms grote schade ontstaan als de larven al te massaal voorkomen. De larven zijn wit van kleur met vele kleine zwarte stippen, de pootjes en achterzijde zijn meer geel van kleur, de kop is zwart en glanzend. Bij verstoring nemen ze een typische S-vormige houding aan.

## Habitat
De helmkruidbladwesp is vrij veel voorkomend in België en in Nederland en vindt men vaak langs bosranden en -paden.
De planten waar de larven zich op ontwikkelen komen uitsluitend uit de helmkruidfamilie, die ook de waardplanten van de wesp zijn.